# Hemiceras scalata
Hemiceras scalata är en fjärilsart som beskrevs av Paul Dognin 1914. Hemiceras scalata ingår i släktet Hemiceras och familjen tandspinnare. Inga underarter finns listade i Catalogue of Life.